# Mark Lansdale
Mark W. Lansdale (* 1953 in Birmingham) ist ein britischer Psychologe.

## Leben
Mark Lansdale studierte ab 1972 Psychologie an der University of Cambridge, wo er 1979 promovierte. Als Professor lehrte er in den 1990er Jahren an der Loughborough University, später an der University of Leicester.

## Forschung
Seine Forschungsgebiete sind das Gedächtnis sowie die Mensch-Computer-Interaktion. Einer breiteren Öffentlichkeit wurde er 1992 bekannt, als seine Forschungen zum Auffinden von Dokumenten an äußerlich ordentlichen oder chaotischen Arbeitsplätzen in zahlreichen Presseberichten wiedergegeben wurden. Lansdale kam zu dem Schluss, dass das Wiederfinden von Dokumenten auf chaotisch wirkenden Schreibtischen besser funktioniere, da der Besitzer eines als Desk Volcano (Schreibtischvulkan) organisierten Arbeitsplatzes mit einem kraterartig freigeräumten Bereich in der Mitte und Papierbergen darumherum Dokumente kontextbezogen suche.

## Werke (Auswahl)
- Remembering about Documents. Memory for Appearance, Format and Location. In: Ergonomics (ISSN 0014-0139), Jahrgang 34, 1991, Heft 8, S. 1161–1178
- (mit Thomas C. Ormerod): Understanding interfaces. 1994, ISBN 0-12-528390-3